# Nati nel 1940/Gennaio
| Questa pagina contiene informazioni ricavate automaticamente dalle voci biografiche con l'ausilio del template Bio e di un bot. L'aggiornamento è periodico e automatico e ricostruisce completamente la pagina. Se manca una persona in questa lista, sei pregato di non aggiungerla, ma accertati piuttosto che la sua voce biografica contenga il template Bio e che i dati anagrafici siano correttamente compilati. Se il template Bio manca, inseriscilo tu stesso o, in alternativa, metti l'avviso {{tmp\|Bio}} che ne segnala la mancanza. Se i dati riportati sono sbagliati, correggi direttamente la voce biografica; le modifiche saranno visibili in questa lista entro pochi giorni. Per chiarimenti vedi il progetto biografie. La lista contiene solo le 256 persone che sono citate nell'enciclopedia e per le quali è stato implementato correttamente il template Bio. Pagina aggiornata al 18 lug 2025. |

- 1º gennaio - Asrani, attore e regista indiano
- 1º gennaio - Lakīs Avraamidīs, ex calciatore cipriota
- 1º gennaio - Bernd Barleben, ex pistard tedesco
- 1º gennaio - Patricia Cody, tennista statunitense († 2004)
- 1º gennaio - Emilio Del Giudice, fisico e divulgatore scientifico italiano († 2014)
- 1º gennaio - Bohdan Likszo, cestista polacco († 1993)
- 1º gennaio - Arnold Mindell, psicologo statunitense († 2024)
- 1º gennaio - Giovanni Nonne, politico e imprenditore italiano
- 1º gennaio - Martin Shakar, attore statunitense
- 1º gennaio - John F. Sowa, informatico statunitense
- 1º gennaio - Giovanni Udovicich, calciatore italiano († 2019)
- 1º gennaio - Ippei Kuri, fumettista giapponese († 2023)
- 2 gennaio - Edoardo Bich, politico italiano
- 2 gennaio - Ennio Brion, imprenditore italiano
- 2 gennaio - Silvano Fausti, gesuita e biblista italiano († 2015)
- 2 gennaio - Vjačeslav Ivan'kov, mafioso russo († 2009)
- 2 gennaio - Klára Killermann-Bartos, nuotatrice ungherese († 2012)
- 2 gennaio - Gord Labossiere, ex hockeista su ghiaccio canadese
- 2 gennaio - Wiesław Langiewicz, ex cestista polacco
- 2 gennaio - Horst Mühlmann, calciatore e giocatore di football americano tedesco († 1991)
- 2 gennaio - Alberto Negrin, regista italiano
- 2 gennaio - Sa'ud bin Faysal bin Abd al-Aziz Al Sa'ud, principe e politico saudita († 2015)
- 2 gennaio - Silva Batuta, calciatore brasiliano († 2020)
- 2 gennaio - Pietro Valenzano, ex calciatore italiano
- 2 gennaio - S. R. Srinivasa Varadhan, matematico statunitense
- 2 gennaio - Yukiko Ōtaka, ex nuotatrice giapponese
- 3 gennaio - Alberto Almanza, cestista messicano († 2023)
- 3 gennaio - Leo de Berardinis, attore teatrale, regista teatrale e drammaturgo italiano († 2008)
- 3 gennaio - Tsutomu Hanahara, lottatore giapponese († 2024)
- 3 gennaio - Achille Mazza, militare italiano († 1992)
- 3 gennaio - Alberto Rendo, ex calciatore argentino
- 3 gennaio - Thelma Schoonmaker, montatrice statunitense
- 3 gennaio - Karl Skerlan, calciatore austriaco († 2017)
- 3 gennaio - Douglas Day Stewart, sceneggiatore e regista statunitense
- 3 gennaio - Guido Vicentini, sindacalista e politico italiano
- 4 gennaio - Luc Boltanski, sociologo francese
- 4 gennaio - Minčo Dimov, cestista bulgaro († 2006)
- 4 gennaio - Roberto Gallina, pilota motociclistico italiano
- 4 gennaio - Gao Xingjian, scrittore, drammaturgo e poeta cinese
- 4 gennaio - Helmut Jahn, architetto tedesco († 2021)
- 4 gennaio - Brian Josephson, fisico gallese
- 4 gennaio - Philippe Leveau, archeologo e storico francese
- 4 gennaio - Jolanda Rossin, cantante italiana († 2011)
- 4 gennaio - Ramón Sáez, ciclista su strada spagnolo († 2013)
- 4 gennaio - Pavel Smetáček, clarinettista, sassofonista e compositore ceco († 2022)
- 4 gennaio - Aldo Spinelli, imprenditore e dirigente sportivo italiano
- 4 gennaio - Anthony Teague, attore e ballerino statunitense († 1989)
- 4 gennaio - Danielle Thourot, ex cestista francese
- 5 gennaio - José Antonio Gasca, ex calciatore spagnolo
- 5 gennaio - Athol Guy, musicista, politico e pubblicitario australiano
- 5 gennaio - Veikko Kankkonen, ex saltatore con gli sci finlandese
- 5 gennaio - Vojislav Melić, calciatore jugoslavo († 2006)
- 5 gennaio - Michael O'Donoghue, sceneggiatore, umorista e attore statunitense († 1994)
- 6 gennaio - Doina Badea, cantante rumena († 1977)
- 6 gennaio - John Byrne, drammaturgo e artista britannico († 2023)
- 6 gennaio - Olga Georges-Picot, attrice francese († 1997)
- 6 gennaio - Jean Josselin, pugile francese († 2021)
- 6 gennaio - Jiří Marek, ex cestista cecoslovacco
- 6 gennaio - Van McCoy, musicista, produttore discografico e cantautore statunitense († 1979)
- 6 gennaio - Alberta Zanardi, ex canoista italiana
- 7 gennaio - Dave Cousins, cantante britannico († 2025)
- 7 gennaio - Ėduard Egorov, ex pallanuotista sovietico
- 7 gennaio - Vladica Kovačević, calciatore e allenatore di calcio jugoslavo († 2016)
- 7 gennaio - Giorgio Luzzi, poeta, saggista e critico letterario italiano
- 7 gennaio - Sergio Pasina, politico italiano
- 7 gennaio - István Timár, canoista ungherese († 1994)
- 8 gennaio - Massimo Begnis, ex siepista italiano
- 8 gennaio - Gianni Di Marzio, allenatore di calcio, dirigente sportivo e commentatore televisivo italiano († 2022)
- 8 gennaio - Cristy Lane, cantante statunitense
- 8 gennaio - Antonio Lorusso, politico italiano
- 9 gennaio - Dario Antiseri, filosofo e storico della filosofia italiano
- 9 gennaio - Federico Butera, sociologo italiano († 2025)
- 9 gennaio - Robert F. Carrozza, mafioso statunitense
- 9 gennaio - Sergio Cragnotti, imprenditore e dirigente sportivo italiano
- 9 gennaio - Ruth Dreifuss, politica svizzera
- 9 gennaio - Renato Lauro, medico e patologo italiano
- 9 gennaio - Enrico Maccioni, pittore italiano († 2023)
- 9 gennaio - Paolo Matthiae, archeologo e orientalista italiano
- 9 gennaio - Emanuele Pirella, pubblicitario, giornalista e scrittore italiano († 2010)
- 9 gennaio - Alfio Piva Mesén, politico, medico e ambientalista costaricano
- 9 gennaio - Giuliana Reduzzi, politica italiana
- 9 gennaio - Miguel Ángel Rodríguez, politico costaricano
- 9 gennaio - Ernst Tutschek, cestista e allenatore di pallacanestro austriaco († 1998)
- 10 gennaio - Harry Gant, pilota automobilistico statunitense
- 10 gennaio - José Greci, attrice italiana († 2017)
- 10 gennaio - John Grinder, linguista e filosofo statunitense
- 10 gennaio - Jacques La Degaillerie, ex schermidore francese
- 11 gennaio - Franco Balmamion, ex ciclista su strada italiano
- 11 gennaio - Geraldo Antônio Martins, calciatore brasiliano († 2018)
- 11 gennaio - Jozef Štibrányi, ex calciatore cecoslovacco
- 11 gennaio - Heinz Stücke, viaggiatore tedesco
- 11 gennaio - Andres Tarand, politico estone
- 11 gennaio - Rodrigo Valencia, organista, clavicembalista e direttore di coro colombiano († 2009)
- 11 gennaio - Jurij Všivcev, calciatore sovietico († 2010)
- 12 gennaio - Matthias Habich, attore tedesco
- 12 gennaio - Bob Hewitt, ex tennista australiano
- 12 gennaio - Masamitsu Ichiguchi, ex lottatore giapponese
- 12 gennaio - Ronald Shannon Jackson, batterista statunitense († 2013)
- 12 gennaio - Kauko Kauppinen, cestista finlandese († 2023)
- 12 gennaio - Serge Latouche, economista e filosofo francese
- 12 gennaio - Domenico Meldolesi, ciclista su strada italiano († 1992)
- 13 gennaio - Diego Causero, arcivescovo cattolico italiano
- 13 gennaio - Pier Luigi Cignani, calciatore e allenatore di calcio italiano († 2024)
- 13 gennaio - Ahmed Gaid Salah, militare e politico algerino († 2019)
- 13 gennaio - László Kamuti, schermidore ungherese († 2020)
- 13 gennaio - Ewa Strömberg, attrice svedese († 2013)
- 13 gennaio - Edmund White, scrittore, critico letterario e saggista statunitense († 2025)
- 14 gennaio - Livio Bacchi Wilcock, traduttore e ispanista italiano († 2013)
- 14 gennaio - John Castle, attore inglese
- 14 gennaio - Giuseppe Gallo, calciatore italiano († 1990)
- 14 gennaio - Wayne Hightower, cestista statunitense († 2002)
- 14 gennaio - Agazio Loiero, politico italiano
- 14 gennaio - Siegmund Nimsgern, basso-baritono tedesco
- 14 gennaio - Trevor Nunn, regista britannico
- 14 gennaio - Gianni-Emilio Simonetti, artista, scrittore e saggista italiano
- 14 gennaio - Vasilka Stoeva, ex discobola bulgara
- 15 gennaio - Francesco Bianchi, mezzofondista italiano († 1977)
- 15 gennaio - Marianna Del Mestre, ex cestista italiana
- 15 gennaio - Giovanni Ferretti, calciatore italiano († 2007)
- 15 gennaio - Giovanni Battista Finetti, politico italiano († 1983)
- 15 gennaio - Jim Hadnot, cestista statunitense († 1998)
- 15 gennaio - Lena Ressler, attrice e modella finlandese († 2015)
- 15 gennaio - Charlie Sells, cestista statunitense († 2012)
- 16 gennaio - Dagoberto Borges, ex schermidore cubano
- 16 gennaio - Pier Carpi, fumettista, scrittore e regista italiano († 2000)
- 16 gennaio - Homa Darabi, pediatra e psichiatra iraniana († 1994)
- 16 gennaio - Vitalij Michajlovič Kol'cov, regista sovietico († 2006)
- 16 gennaio - Hans Leutenegger, bobbista svizzero
- 16 gennaio - Sergio Moravia, filosofo e antropologo italiano († 2020)
- 16 gennaio - Franz Müntefering, politico tedesco
- 16 gennaio - Jean-Marie Pallardy, attore, regista e sceneggiatore francese († 2024)
- 16 gennaio - Maria Pozsonec, pedagoga e politica slovena († 2017)
- 16 gennaio - Zsuzsa Szabó, ex mezzofondista ungherese
- 16 gennaio - Alberto Villalta, calciatore salvadoregno († 2017)
- 17 gennaio - Naohiro Ikeda, pallavolista giapponese († 2021)
- 17 gennaio - Kipchoge Keino, ex mezzofondista e siepista keniota
- 17 gennaio - Marcello Palmisano, giornalista italiano († 1995)
- 17 gennaio - Mircea Snegur, politico moldavo († 2023)
- 17 gennaio - Nerses Bedros XIX Tarmouni, patriarca cattolico armeno († 2015)
- 17 gennaio - Tabaré Vázquez, politico, medico e dirigente sportivo uruguaiano († 2020)
- 18 gennaio - Aleksandr Al'metov, hockeista su ghiaccio sovietico († 1992)
- 18 gennaio - José María Argoitia, ex calciatore spagnolo
- 18 gennaio - Claudio Guglielmoni, ex calciatore italiano
- 18 gennaio - Susan Moody, scrittrice britannica
- 18 gennaio - Pietro Kuciukian, medico, saggista e pubblicista italiano
- 18 gennaio - Pedro Rodríguez de la Vega, pilota automobilistico messicano († 1971)
- 18 gennaio - Iva Zanicchi, cantante, conduttrice televisiva e attrice italiana
- 19 gennaio - Simona Argentieri, psicoanalista e saggista italiana
- 19 gennaio - Franca Batich, pittrice italiana
- 19 gennaio - Paolo Borsellino, magistrato italiano († 1992)
- 19 gennaio - Claude Dubaële, allenatore di calcio e ex calciatore francese
- 19 gennaio - Linda Grant DePauw, storica e scrittrice statunitense
- 19 gennaio - Sue Henry, scrittrice statunitense († 2020)
- 19 gennaio - Paolo Ricci, politico italiano
- 19 gennaio - Bernhard Sinkel, regista, sceneggiatore e produttore cinematografico tedesco
- 20 gennaio - Jana Brejchová, attrice ceca
- 20 gennaio - Benito Di Bella, baritono italiano († 2008)
- 20 gennaio - Erik Dyreborg, calciatore danese († 2013)
- 20 gennaio - Carol Heiss, ex pattinatrice artistica su ghiaccio e attrice statunitense
- 20 gennaio - Marzio Pieri, critico letterario italiano († 2019)
- 20 gennaio - Georges Poujouly, attore e doppiatore francese († 2000)
- 20 gennaio - Mandé Sidibé, politico maliano († 2009)
- 20 gennaio - Anatolij Sitnikov, ingegnere sovietico († 1986)
- 20 gennaio - Sebastiano Spoto Puleo, politico italiano
- 20 gennaio - Özkan Sümer, calciatore e allenatore di calcio turco († 2020)
- 20 gennaio - Pietro Torrisi, culturista e attore italiano
- 21 gennaio - Amedeo Amodio, ex ballerino, coreografo e direttore artistico italiano
- 21 gennaio - Þórólfur Beck, calciatore e allenatore di calcio islandese († 1999)
- 21 gennaio - Gianfranco Cremonese, politico italiano († 2018)
- 21 gennaio - Ted Farmer, ex calciatore inglese
- 21 gennaio - Jack Nicklaus, ex golfista statunitense
- 21 gennaio - Patrick Robinson, scrittore britannico
- 21 gennaio - Robin Russell, XIV duca di Bedford, nobile inglese († 2003)
- 22 gennaio - Karin Anselm, attrice e doppiatrice tedesca
- 22 gennaio - John Hurt, attore britannico († 2017)
- 22 gennaio - Peter Jaroš, scrittore, sceneggiatore e drammaturgo slovacco
- 22 gennaio - Giovanni Prandini, funzionario e politico italiano († 2018)
- 22 gennaio - George Seifert, allenatore di football americano statunitense
- 22 gennaio - Pasquale Senatore, politico italiano († 2015)
- 22 gennaio - Gillian Shephard, politica britannica
- 22 gennaio - Robert Stalnaker, filosofo statunitense
- 22 gennaio - Erik Sørensen, allenatore di calcio e ex calciatore danese
- 22 gennaio - Helmut Thaler, ex slittinista austriaco
- 22 gennaio - Eberhard Weber, contrabbassista e compositore tedesco
- 23 gennaio - Kjell Andreassen, calciatore norvegese († 2022)
- 23 gennaio - Moussa Arafat, militare palestinese († 2005)
- 23 gennaio - Simonetta Bernardi, storica italiana († 2021)
- 23 gennaio - Jimmy Castor, musicista statunitense († 2012)
- 23 gennaio - Joe Dowell, cantante statunitense († 2016)
- 23 gennaio - Linda K. Kerber, storica statunitense
- 23 gennaio - Werner Krämer, calciatore tedesco († 2010)
- 23 gennaio - Rudolf Kučera, calciatore cecoslovacco († 2024)
- 23 gennaio - Brian Labone, calciatore inglese († 2006)
- 23 gennaio - Mario Levrero, scrittore, fotografo e fumettista uruguaiano († 2004)
- 23 gennaio - Fiona MacCarthy, biografa e storica britannica († 2020)
- 23 gennaio - Paolo Enrico Moro, politico italiano
- 23 gennaio - Henryk Sass, ex calciatore polacco
- 23 gennaio - Gianna Spagnulo, cantante italiana († 2017)
- 24 gennaio - Vito Acconci, designer, architetto del paesaggio e performance artist statunitense († 2017)
- 24 gennaio - Gaetano Dalla Pria, ex discobolo e allenatore di atletica italiano
- 24 gennaio - Joachim Gauck, politico e attivista tedesco
- 24 gennaio - Volker Heindel, ex cestista e ex pallamanista tedesco
- 24 gennaio - Marcello Panni, direttore d'orchestra e compositore italiano
- 24 gennaio - Bjørn Tidmand, cantante danese
- 25 gennaio - Otto Almstadt, scultore tedesco († 2023)
- 25 gennaio - Philip Boyce, vescovo cattolico irlandese
- 25 gennaio - Mario Catalano, politico e giornalista italiano († 2022)
- 25 gennaio - Gianni Danzi, arcivescovo cattolico italiano († 2007)
- 25 gennaio - Paolo Graziosi, attore italiano († 2022)
- 25 gennaio - Wolfgang Paul, ex calciatore tedesco
- 25 gennaio - Jürgen Sundermann, calciatore e allenatore di calcio tedesco († 2022)
- 26 gennaio - Eddy Boas, scrittore olandese
- 26 gennaio - Nando De Luca, pianista, arrangiatore e compositore italiano
- 26 gennaio - Giovanni Dettori, vescovo cattolico italiano
- 26 gennaio - Séamus Hegarty, vescovo cattolico britannico († 2019)
- 26 gennaio - Douglas Jackson, regista e produttore cinematografico canadese
- 26 gennaio - Frank Large, calciatore inglese († 2003)
- 26 gennaio - Ettore Spalletti, pittore e scultore italiano († 2019)
- 26 gennaio - Hubie White, ex cestista statunitense
- 27 gennaio - Fernando Ansola, calciatore spagnolo († 1986)
- 27 gennaio - Hans Benedikter, politico e giornalista italiano
- 27 gennaio - James Cromwell, attore e attivista statunitense
- 27 gennaio - Charles Duchaussois, scrittore francese († 1991)
- 27 gennaio - Chaudhry Shujaat Hussain, politico pakistano
- 27 gennaio - Harry Kümel, regista, sceneggiatore e direttore della fotografia belga
- 27 gennaio - Petru Lucinschi, politico moldavo
- 27 gennaio - Enrico Mariotti, criminale italiano
- 27 gennaio - Hugh Porter, ex pistard e ciclista su strada britannico
- 27 gennaio - John Privitera, ex calciatore maltese
- 27 gennaio - Giancarlo Elia Valori, dirigente d'azienda italiano
- 28 gennaio - Beverly Bainbridge, nuotatrice australiana († 2016)
- 28 gennaio - Miguel Barnet, romanziere, poeta e etnografo cubano
- 28 gennaio - Micky Block, calciatore inglese († 2019)
- 28 gennaio - Barbara Evans, nuotatrice australiana († 2021)
- 28 gennaio - Antonio González Álvarez, ex calciatore spagnolo
- 28 gennaio - Carlos Slim Helú, imprenditore messicano
- 28 gennaio - Bernd Klingner, ex tiratore a segno tedesco
- 28 gennaio - František Schmucker, calciatore cecoslovacco († 2004)
- 28 gennaio - Ettore Venturelli, calciatore italiano († 2014)
- 29 gennaio - Lionel Chetwynd, sceneggiatore, regista e produttore cinematografico inglese
- 29 gennaio - Gaetano De Leo, psicologo italiano († 2006)
- 29 gennaio - Justino Díaz, basso portoricano
- 29 gennaio - Sergio Giovarruscio, tuffatore italiano († 2015)
- 29 gennaio - Fred Hansen, ex astista statunitense
- 29 gennaio - Astrid Heeren, attrice tedesca
- 29 gennaio - Gopichand Hinduja, imprenditore indiano
- 29 gennaio - Adriana Hoffmann, biologa e botanica cilena († 2022)
- 29 gennaio - Janusz Mieczysław Majewski, ex schermidore polacco
- 29 gennaio - Agostino Mathis, diplomatico e funzionario italiano († 2023)
- 29 gennaio - Gianni Francesco Mattioli, fisico e politico italiano
- 29 gennaio - Hugh McIlmoyle, ex calciatore scozzese
- 29 gennaio - Katharine Ross, attrice statunitense
- 29 gennaio - Kunimitsu Takahashi, pilota motociclistico giapponese († 2022)
- 30 gennaio - Teolinda Gersão, scrittrice portoghese
- 31 gennaio - Kitch Christie, allenatore di rugby a 15 e rugbista a 15 sudafricano († 1998)
- 31 gennaio - Stuart Margolin, attore e regista statunitense († 2022)